# 伊藤康英
伊藤 康英（いとう やすひで、1960年12月7日 - ）は、日本の作曲家、編曲家、教育者。主に、吹奏楽、室内楽、管弦楽、合唱の分野での活動で知られる。

## 人物・来歴
静岡県浜松市出身。小学生のときからピアノを習い始める。静岡県立浜松北高等学校ではクラブ活動（吹奏楽部）で打楽器と指揮を担当する。1979年、東京藝術大学音楽学部作曲科に入学。作曲を野田暉行、ピアノを岩崎操に師事。大学1年のときに作曲した吹奏楽のための《プログレス》が1979年度笹川賞創作曲コンクール吹奏楽部門3位を受賞。1980年、静岡県音楽コンクールピアノ部門優勝。1983年、学内で安宅賞を受賞、同年、東京藝術大学大学院作曲専攻入学。1986年大学院修了。1994年、洗足学園大学非常勤講師。
現在、株式会社イトーミュージック代表取締役、洗足学園音楽大学教授、東京芸術大学非常勤講師、東京ミュージック&メディアアーツ尚美非常勤講師。創価大学パイオニア吹奏楽団ミュージック・アドバイザー。

## 主な作品

### 吹奏楽
- オン・ザ・マーチ
- 吹奏楽のための《プログレス》
- 吹奏楽のための《エヴォカシオン》
- アルト・サクソフォーンと吹奏楽のための《幻想的協奏曲》
- 吹奏楽のための《交響的典礼》
- ラグ・タイム・マーチ
- 吹奏楽のための《シンフォニア》
- ピアノ協奏曲（吹奏楽版）
- 吹奏楽のための《抒情的「祭」》
- 未完のオペラへの前奏曲
- 吹奏楽のための《タブロー》
- 吹奏楽のための交響詩《ぐるりよざ》
- ユーフォニアムと吹奏楽のための《幻想的変奏曲》
- 交響曲
- 吹奏楽のための《北海変奏曲》
- 未完のオペラへの間奏曲
- 吹奏楽のための《台湾狂詩曲》
- 管楽器のための《序曲》
- 吹奏楽のための交響的絵画《富士》
- 管楽器のための《古典幻想曲》
- 福島国体のための2つのファンファーレ
- マーチ・ウィンド・サン
- 相馬フェスティバルマーチ
- 相馬フェスティバルマーチ第2番
- リメンブランスII
- 吹奏楽のための《舟歌》
- ジュビリー・シンフォニー（祝祭交響曲）
- 組曲《相馬三景》
1.ファンファーレ、2.新相馬節、3.相馬フェスティバルマーチ
- ショパン・ファンタジー
- 吹奏楽のための《祝祭前奏曲》
- 吹奏楽のための《メロディ》
- 浜松序曲
- 管楽器のための《ソナタ》
- 管楽器のための《古典組曲》
1.タンゴ風アルマンド、2.シャコンヌ風サラバンド、3.ハバネラ風ガヴォット、4.サパテアード風ジーグ
- 『めぐる季節に』――ウィンド・アンサンブルのために
- 吹奏楽のための《琉球幻想曲》
- 舞子スプリングマーチ
- 吹奏楽のための祝祭曲《集え、祝え、歌え》
- 交響三頌《ラ・ヴィータ》
- こきりこ行進曲
- ピアノと吹奏楽のための《琉球幻想曲》
- あさやけのコラールA
- あさやけのコラールB
- たそがれのコラール
- ひだまりのコラール
- 吹奏楽のための交響詩《ゴー・フォー・ブローク》
- 交響詩《時の逝く》
- 交響的断章《時の逝く》
- 吹奏楽のための序曲《平和と栄光》
- 児童（斉唱）
- 行進曲《三岳山》
- マーチ《世紀をこえて》
- マーチ《あの空こえて、風こえて》
- 交響詩《コラール幻想曲》
- ここんぷいぷい
- くりかえしことば/そっくりことば/さかさことば/はやくちことば
- Get well, Maestro
- 元気になってマエストロ
- マーチ《ふじの山》
- NEW !! わかふじ国体 入場行進曲
- こわれた1000のがっき―朗読と吹奏楽のための音楽物語―
- ゆうひのてがみ（同声四部+吹奏楽）
- 吹奏楽のための ドナ・ノービス・パーチェム
- 吹奏楽のための《とやまラプソディ》～富山県民謡《せり込み蝶六》 《こきりこ節》 《帆柱起こし》による～
- 吹奏楽のための交響組曲「23時45分のミスター・シンデレラ」より 第2楽章
- 女声合唱と吹奏楽のための『めぐる季節に』
1.春の愁い、2.蝉の鳴く日は、3.いちょう、4.クリスマス 5.淡雪
- 木星のファンタジー
- こわれた1000のがっき（マジカル版）
- フルート・ダモーレ協奏曲 あるいは フルート協奏曲
- 火星のマーチ（吹奏楽版）
- 木星のファンタジー（吹奏楽版(大編成)）
- 三部作「惑星」
1. 火星のマーチ 2. 地球 3. 木星のファンタジー
- 地球 三部作「惑星」より
- ユーフォニアム協奏曲
- シンガポール・シンフォニー
- 浜松市民のための三つのファンファーレ
1. ラ・フェスタ（La Feta） 2. ハママツ・クレシェンテ（Hamamatsu crescente） 3. ファッチャーモ!（Su, facciamo!）
- 吹奏楽のためのアダージョ
- ヴァイオリンとウインドアンサンブルのための協奏曲「昔の歌に寄せて」
- マーチ「浜松」
- ピース、ピースと鳥たちは歌う

### 管弦楽
- シンフォニア
- サクソフォーン・コンチェルト
- Prima Parte, Seconda Parte
- 管弦楽のための交響詩《ぐるりよざ》
- 管弦楽のための抒情的「祭」
- オペラ《ミスター・シンデレラ》
- こわれた1000のがっき―オーケストラによる音楽物語―
- 《フルート・ダモーレ協奏曲》 管弦楽版

### 室内楽
- フルーツ・パフェ―4本のフルートのための組曲
- フルート四重奏のための「ケニアン・ファンタジー」
- チョコレート・ダモーレ（サクソフォーン、コルネットとピアノのために）

### ピアノ
- 琉球幻想曲
- ぐるぐるピアノ（連弾）

### 声楽
- 合唱オペラ《ねこはしる》
- わたしは1000の風
- 浜松市歌
- 交響的カンタータ「展覧会の絵」(ムソルグスキー作曲/伊藤康英編曲・構成)
（「混声合唱、ピアノ連弾」版）
（「二台八手ピアノ、サクソフォーン四重奏、混声合唱、吹奏楽」版）
- 交響的歌曲「あんこまパン」
- 息吹～独唱と吹奏楽のための交響的カンタータ（海上自衛隊東京音楽隊委嘱作品）[映像 1]

## 著書・訳書
- 管楽器の名曲名演奏 独奏、アンサンブルから吹奏楽まで（音楽之友社、1998年）
- バンドのための編曲法―わかりやすいオーケストレイション（翻訳、フランク・エリクソン著　東亜音楽社、1999年）
- 吹奏楽作品 世界遺産100　後世に受け継がれゆく不朽の名曲たち（共著：鈴木英史・滝澤尚哉、音楽之友社、2024年）

### 資料映像
1. ↑  防衛省 海上自衛隊 公式チャンネル (2017-06-28), 【音楽】息吹～独唱と吹奏楽のための交響的カンタータ 2024年8月8日閲覧。